# Ethan Stiefel
Ethan Stiefel (Tyrone, 13 febbraio 1973) è un ballerino e coreografo statunitense.

## Biografia
Stiefel ha cominciato a studiare danza in Wisconsin, prima di venir ammesso alla School of American Ballet. Qui prese lezioni di balletto accanto a Rudol'f Nureev, Michail Baryšnikov e Fernando Bujones.
Nel 1989, all'età di sedici anni, si unì al corpo di ballo del New York City Ballet, mentre nel 1992 si unì brevemente al Balletto di Zurigo per un anno, prima di tornare con la compagnia newyorchese in veste di solista nel 1993. Divenuto ballerino principale del 1995, nel 1997 si unì all'American Ballet Theatre, dove danzò molti ruoli del repertorio classico e romantico.
Nel 1989 vinse la medaglia d'argento del Prix de Lausanne, mentre nel 1998 fu candidato al Prix Benois de la Danse. Nel 2007 fece il suo debutto con l'Australian Ballet nel ruolo di Basilio in Don Chisciotte cone le coreografie di Nureev.
Nel corso della sua carriera ha danzato con importanti compagnie come il Royal Ballet, il Balletto di Amburgo, il National Ballet of Canada e il Balletto Mariinskij. Il 7 luglio 2012 ha danzato per l'ultima volta con l'American Ballet Theatre, nel ruolo di Ali ne Le Corsaire.
Dal 2010 al 2014 è stato il direttore artistico del Royal New Zealand Ballet, contribuendo a rendere la compagnia una presenza più sentita a livello internazionale; durante il periodo della sua direzione artistica coreografò anche un nuovo allestimento di Giselle.
Stiefel ha recitato anche il cinema. Ha fatto il suo debutto cinematografico nel 2000 con il film Il ritmo del successo, per poi recitare anche nei due sequel Center Stage: Turn It Up (2008) e Center Stage: On Pointe (2016).
Stiefel è sposato con Gillian Murphy dal 2015 e la coppia ha avuto un figlio nel giugno 2019.